# Canis lupus signatus
El lobo ibérico (Canis lupus signatus) es una subespecie de lobo endémica de la península ibérica. Su proximidad filogenética con otras poblaciones de lobo europeo ha llevado a muchos zoólogos fuera de la península ibérica a incluirlo dentro de la subespecie nominal C. l. lupus. Anatómicamente es un lobo de tamaño medio; los machos alcanzan hasta setenta centímetros de altura y cincuenta kilogramos de peso. El pelaje tiene manchas oscuras en la cola, parte anterior y cruz que han dado nombre a la subespecie. Aunque históricamente se distribuía abundantemente por toda la península ibérica, en 2018 se mantiene con poblaciones relativamente estables al norte del Duero, mientras que al sur su población es frágil y está fragmentada.

## Etimología
El término lobo deriva del latín lupus y este del protoitálico *lukʷo-, que a su vez tiene origen en la voz protoindoeuropea *ulkʷo- (‘lobo’). El vocablo genérico canis también procede del protoitálico *kō, *kwanem, *kunos tras evolucionar desde el protoindoeuropeo *ḱu̯ṓ.

## Evolución y taxonomía
Los primeros cánidos se originaron durante el Eoceno en América del Norte donde estuvieron restringidos hasta finales del Mioceno, periodo en el cual se dispersaron hacia Eurasia a través del estrecho de Bering. Una vez colonizado el Viejo Mundo se diversificaron en una gran variedad de especies de tamaño medio con hábitos tanto carnívoros como omnívoros.
La dispersión euroasiática fue protagonizada por la subfamilia Caninae. Eucyon davisi, una especie del tamaño de un coyote, cruzó por Beringia hacia Eurasia, donde Caninae experimentó la mayor diversificación de su historia evolutiva, dando lugar a los cánidos modernos. De acuerdo a los análisis moleculares, los representantes actuales de la familia Canidae se agrupan entre grandes linajes: «linaje del lobo» en el que se incluye el género Canis, «linaje de los cánidos sudamericanos», y «linaje del zorro». Durante el Villafranquiense (Plioceno superior/tardío) ya se encuentran varias especies del linaje del lobo (Canis). La especie Canis lupus divergió de un tronco ancestral hace unos 3 Ma.
Los primeros registros fósiles del lobo ibérico, (C. l. signatus) se encontraron en Atapuerca y Ambrona, y tienen entre 400 y 200 000 años de antigüedad.
La subespecie C. l. signatus es generalmente aceptada en los ambientes zoológicos españoles, mientras que en otras regiones suelen incluirlo dentro de la subespecie nominal C. l. lupus. En cualquier caso, la morfometría del cráneo del lobo ibérico, el ADN mitocondrial y los microsatélites difieren de los de otros lobos europeos. En 2016, un estudio de secuencias de ADNmt de lobos modernos y antiguos indicó que en Europa, los dos haplotipos genéticamente más diferenciados forman el lobo italiano, y por separado, el lobo ibérico.

## Descripción

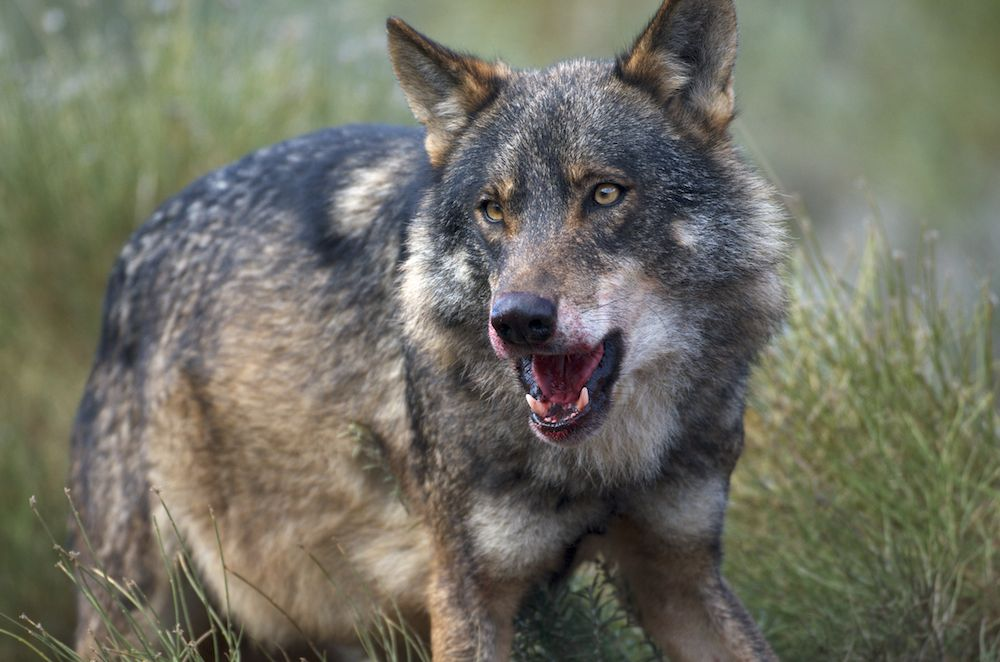
Lobo con manchas de sangre en el hocico

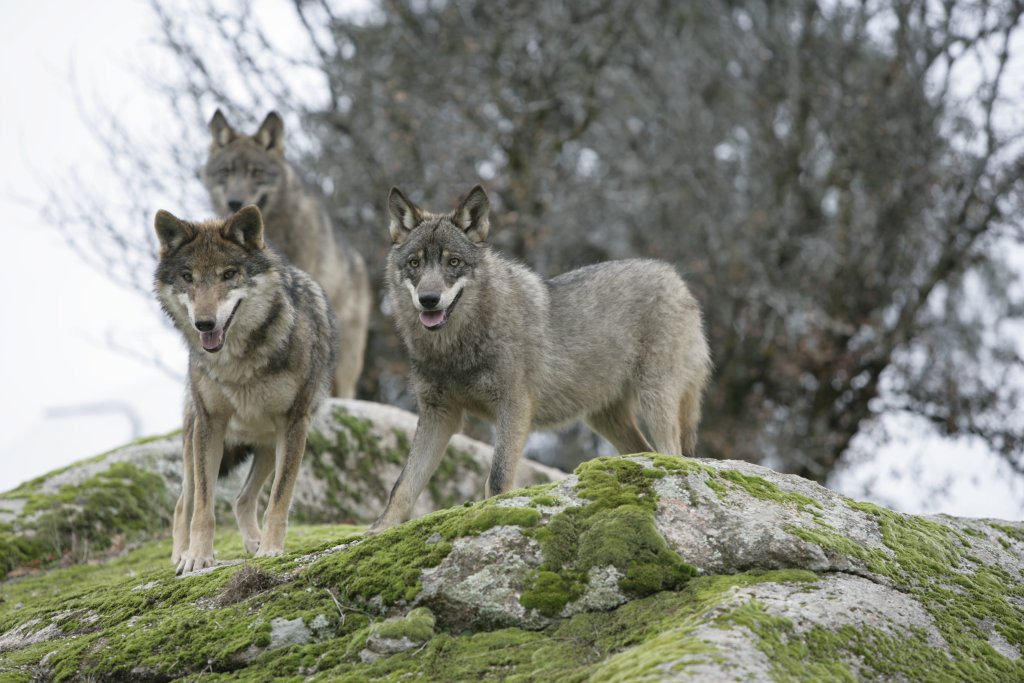
Manada de lobos ibéricos. En esta foto se pueden ver claramente las franjas blancas en el hocico y las marcas negras en las patas delanteras, dos de las características propias de esta subespecie.

De tamaño medio, los machos alcanzan entre 1,30 y 1,80 m de longitud, y las hembras entre 1,30 y 1,60 m. La altura de cruz puede llegar a los 70 cm. Generalmente, los machos adultos pesan entre 35 y 50 kg, y las hembras entre 30 y 40 kg. En movimiento, llama la atención el poderío de los cuartos delanteros en relación con la grupa, levemente caída.
Tienen la cabeza grande y maciza, orejas triangulares relativamente pequeñas y ojos oblicuos de color amarillento. El hocico presenta unas manchas blancas en los belfos denominadas «bigoteras».
Su pelaje es heterogéneo, de tal forma que se describen unas franjas longitudinales oscuras o negras cubriendo la parte anterior de sus dos patas delanteras, una mancha oscura a lo largo de la cola, y otra mancha oscura alrededor de la cruz a la que se le conoce como «silla de montar». El conjunto de estas marcas o manchas oscuras, son las que le han dado el nombre «signatus» a esta subespecie de lobo, puesto que signatus en latín significa ‘signado’ o ‘marcado’. Los lobeznos al nacer presentan tonos oscuros uniformes.

## Ecología

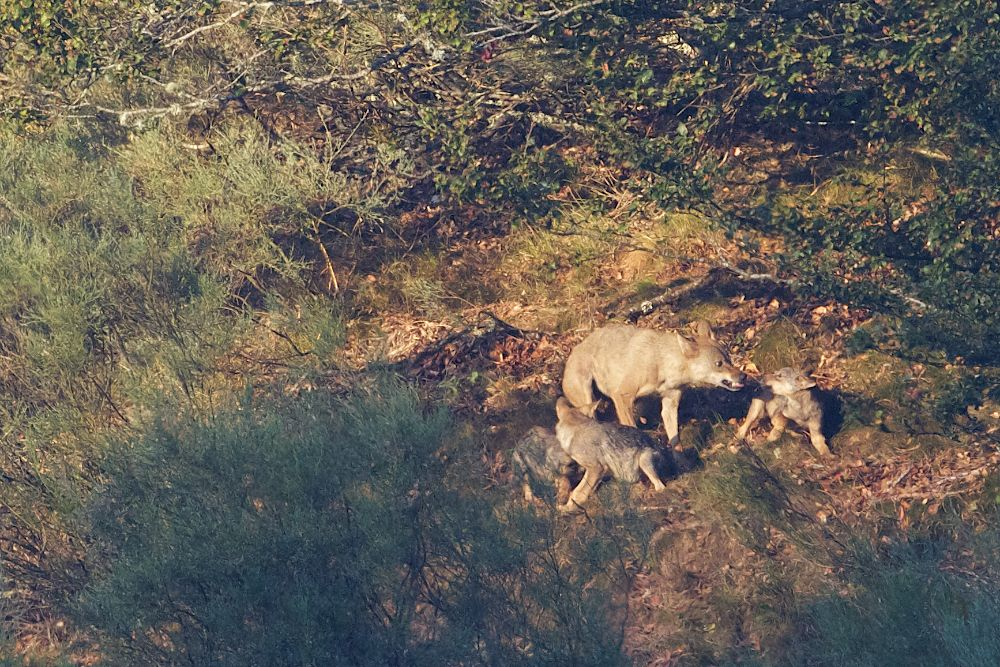
Hembra reproductora de lobo ibérico regurgitando carne para sus cachorros

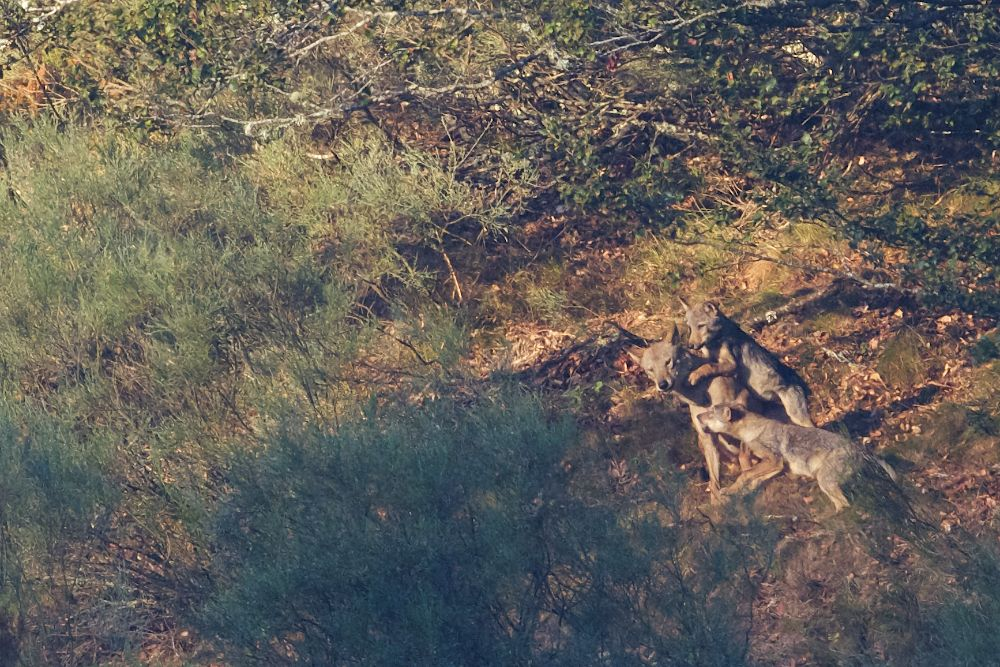
Cachorros de lobo ibérico estimulando a la hembra reproductora para que regurgite

Los lobos viven en manadas jerárquicas de entre cinco y diez miembros, esta cifra varía, por la cantidad de alimento que haya en su territorio. La manada protege a los cachorros. Las camadas son de entre tres y ocho cachorros. La hembra reproductora, la única que tiene cachorros en la manada, los amamanta aproximadamente durante un mes y medio. El macho que se ha reproducido con la hembra, alimenta a la hembra durante este periodo. Después de que los cachorros se vuelvan independientes de ser amamantados, son alimentados generalmente por todos los miembros de la manada. Los ejemplares que están en esta fase se denominan lobeznos. Después como última fase inmadura se encuentran los lobatos. Esta fase dura desde los tres meses a los dos años cuando alcanzan la madurez sexual y son denominados lobos.
Cada manada de lobos tiene su territorio, que marca con señales olfativas como orina y excrementos para mantener alejadas a otras manadas. Los lobos eligen el tamaño, altura, y, en menor medida, la especie de las plantas para marcar su territorio. Pero no solo por eso, pues las señales químicas fecales o de orina tienen muchas funciones. Este comportamiento demuestra lo sensibles que son los lobos respecto a cambios en su hábitat. Las manadas no invaden el territorio de otras manadas normalmente, cuando esto ocurre, se dan enfrentamientos entre ellos ya que son animales notablemente territoriales.

## Dieta
Este lobo es uno de los pocos grandes carnívoros que existen en la península ibérica, y como depredador, se alimenta básicamente de las presas que caza, grandes herbívoros y otros mamíferos de porte menor.
El lobo es un carnívoro depredador. La mayor parte de su dieta está compuesta por presas cazadas, aunque ocasionalmente puede competir con aves carroñeras por los restos de animales que han muerto de forma natural o por accidente, así como por restos provenientes de vertederos cercanos a núcleos de población humana. También es conocido el hábito, en determinadas estaciones, de consumir alimentos de origen vegetal tales como frutos silvestres.
Félix Rodríguez de la Fuente realizó diferentes estudios para concretar la dieta del lobo ibérico en España, y según los resultados extraídos, está compuesta por: grandes mamíferos (como jabalíes, corzos, muflones, ciervos, etc.) en un 35 %, ovejas en un 24 %, conejos en un 14 %, ratones de campo en un 9 %, carroña un 7 %, reptiles y aves en un 5 %, insectos y vegetales un 4 %, y otros carnívoros (como zorros o perros) en un 2 %. También hay reportes de que estos animales llegan a alimentarse de caballos, según ganaderos de la zona sur del Duero, o de ganaderos de la Costa de la Muerte en Galicia.

## Distribución
Aunque históricamente se distribuía abundantemente por toda la península ibérica, actualmente se mantiene con poblaciones relativamente estables al norte del río Duero, mientras que al sur de este la población es frágil y está fragmentada y amenazada, siendo especie protegida.
Las principales poblaciones se distribuyen por las comunidades de Castilla y León, Galicia, Cantabria y Asturias. También hay poblaciones más reducidas en zonas de montaña de regiones limítrofes como País Vasco, La Rioja, provincia de Guadalajara (Castilla-La Mancha) y también en el norte de Portugal. También hay algunas poblaciones en zonas de montaña del norte de Andalucía, que están aisladas de las del norte de la península ibérica, pues ambas poblaciones están separadas por la Submeseta sur, zona en la que no hay poblaciones de este animal.
Gracias a los trabajos de protección del lobo ibérico a principios del siglo XXI se han localizado ejemplares en zonas más al sur de la península ibérica como el sistema Central y sistema Ibérico. Por ejemplo, en febrero de 2013 se grabaron imágenes de crías de lobo ibérico al norte de la Comunidad de Madrid, tras sesenta años sin tener datos oficiales de su presencia en la región.En 2023 existe noticia de una pareja de lobo ibérico  y lobo itálico que podrían cruzarse en el sistema ibérico.

## Sentidos
Pueden cazar tanto de día como de noche gracias a su agudo sentido del olfato y a su visión nictálope, para poca luz, dado que sus ojos poseen un tapetum lucidum tras la retina. Su largo y poderoso hocico ayuda a distinguirlos de los coyotes y chacales, los cuales tienen el hocico más estrecho; y de los perros que generalmente lo tienen más pequeño. Los lobos difieren también en ciertas dimensiones craneales, teniendo un ángulo orbital más pequeño que, por ejemplo, los perros (53° estos y 45° los lobos), así como en una mayor capacidad cerebral, siendo la bóveda craneana un 20 % más grande.

## Proceso histórico y población actual

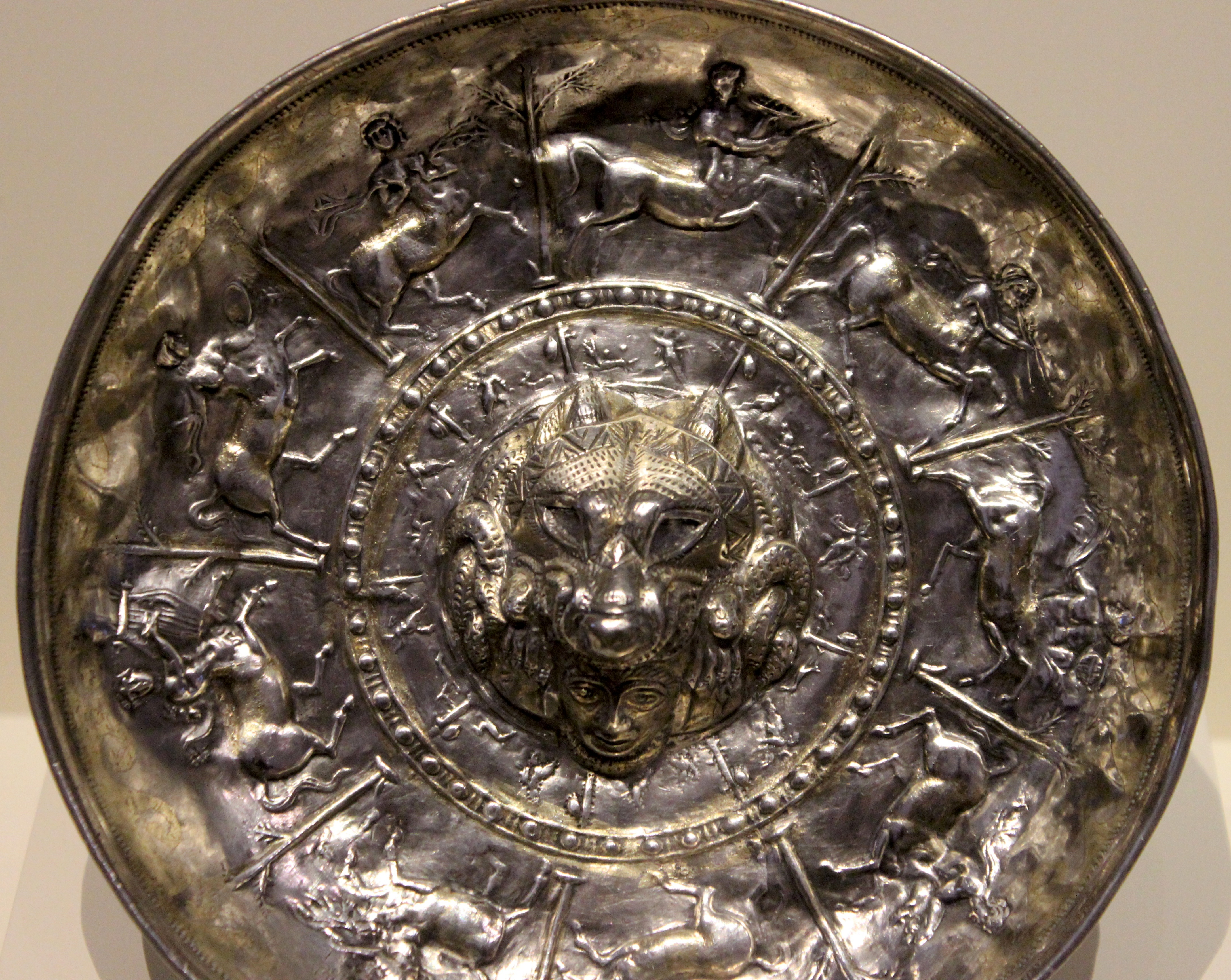
Lobo en la parte central de la pátera ibera de Perotito (150 a.C., Santisteban, Jaén)

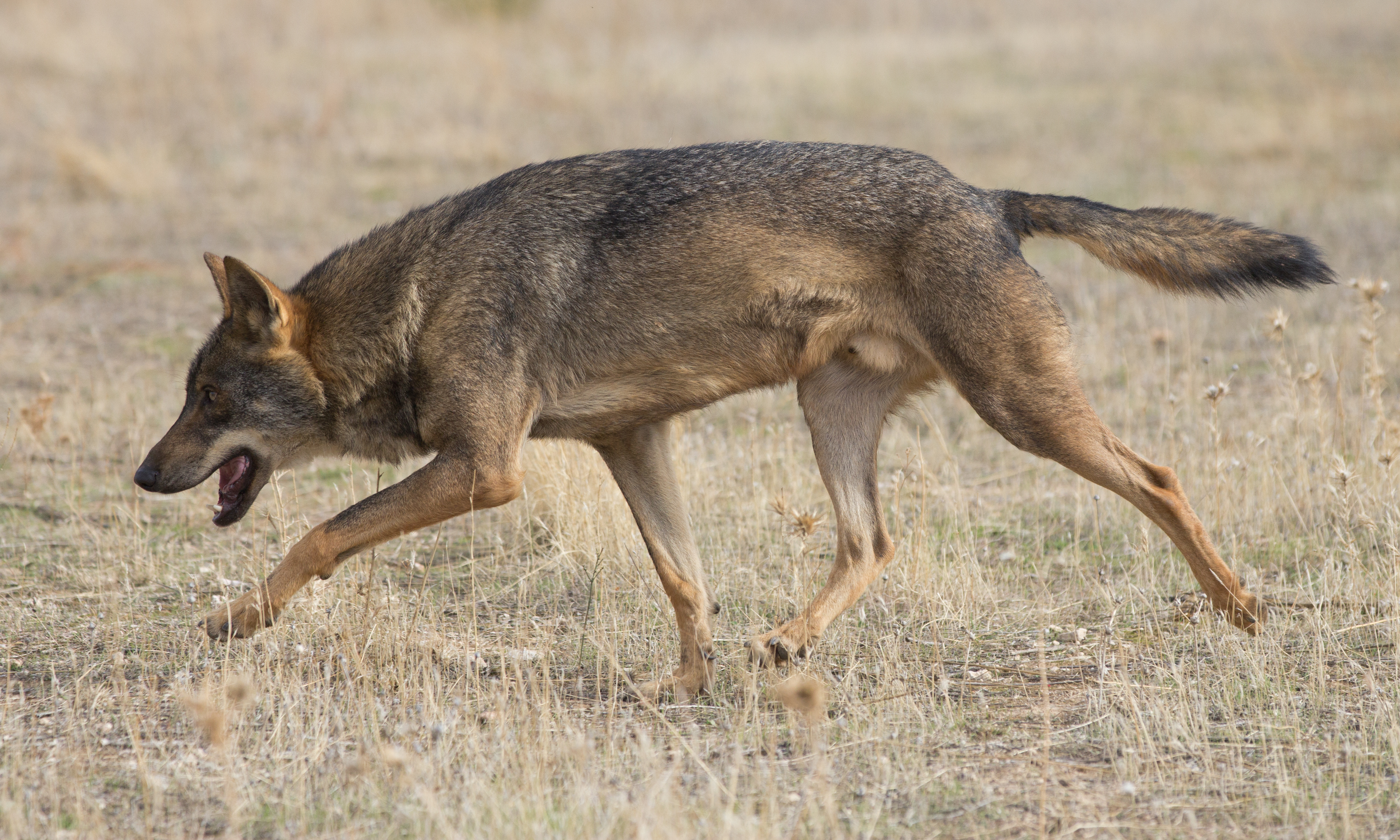
Lobo ibérico en semicautividad

El lobo ibérico estuvo presente en toda la península ibérica durante siglos, tanto es así que llegó a habitar casi todo el territorio peninsular hasta principios del siglo XX; no obstante, estuvo a punto de extinguirse en los años 1970, que tuvo lugar entre 1950 y 1970, cuyo resultado fue la práctica erradicación de esta subespecie en todo el país, exceptuando la parte noroeste y algunas áreas aisladas de Sierra Morena.
En Portugal, una política similar borró de sus campos al lobo. Si apenas pudo ser salvado, fue gracias a la labor de varios naturalistas y divulgadores como el español Félix Rodríguez de la Fuente. La Ley de Caza de 1970 consideró al lobo como especie cinegética. A partir de ese momento dejó de ser una alimaña a la que había que exterminar.
Hoy es un animal protegido y desde los años noventa se encuentra en franca expansión a lo que se añade el aumento de densidad en las zonas tradicionales. Se tiene noticia de que las poblaciones asentadas en Castilla y León están avanzando hacia Extremadura, Madrid, Aragón y Guadalajara. Las poblaciones de Andalucía han tenido menos suerte y parece que los últimos lobos de Sierra Morena han desaparecido en los últimos años. Abunda al noroeste de la península ibérica, principalmente en la provincia de Zamora, en alguno de cuyos términos municipales se le culpa de la muerte masiva de rebaños de ovejas, como las que ocurrieran en la localidad de Carbellino a principios de los años 1980. Desde 1999 se viene apreciando en la zona del Pirineo catalán la presencia de ejemplares de lobo. Algunos de los ataques sufridos por el ganado en las inmediaciones de la sierra del Cadí han demostrado ser obra de lobos, Investigadores, naturalistas y científicos tanto privados como pertenecientes a las administraciones competentes trataron de determinar la procedencia de dichos ejemplares mediante la recogida de restos biológicos para poder realizar posteriores análisis genéticos. En un primer momento se sospechó que pudieran tratarse de ejemplares venidos de la zona noroeste de la península ibérica o que realmente no fueran lobos pero dichos estudios han confirmado que sí lo son y que proceden de Francia, lugar al que llevan años expandiéndose llegados de las montañas del norte de Italia, por tanto pertenecerían a la subespecie Canis lupus italicus. Es difícil determinar el número aproximado de ejemplares que puedan poblar la zona, al menos se tienen muestras genéticas de trece individuos distintos, aunque no se ha confirmado el establecimiento de alguna manada en dicha zona.
En la zona noroeste de la península, coincidiendo con la práctica totalidad de Galicia, podemos incluir el norte de Portugal, y exceptuando una franja costera en el litoral, todavía habitan comunidades de canis lupus signatus propiamente dicho, suponiendo el 27 % de la población de lobos en España con 68 grupos y un baremo aproximado de entre 420-620 lobos en 2004, datos relacionados en el Plan de Gestión del Lobo en Galicia 2004
Según algunos autores, hacia 1988 se estimó que la población del lobo en España era de entre 1500 y 2000 ejemplares. En 2002 se calcularían al menos unos 2000 lobos, y en Portugal se calculan de 300 a 400 ejemplares de lobo ibérico.
El lobo ibérico está catalogado como especie vulnerable en el Libro rojo de los vertebrados de España, y como especie casi amenazada en el Atlas de los mamíferos terrestres de España. Sin embargo, su caza estuvo permitida en el norte de España hasta 2021, año en que se declaró especie protegida. La presencia del lobo en España es muy desigual, mientras las poblaciones de lobo en el sur (Sierra Morena, Sierra de Gata y San Pedro) están casi extinguidas, en el norte (Galicia, Asturias y Castilla y León) el lobo ha ido abarcando más territorio llegando a Madrid y Guadalajara

## Presencia del lobo y medidas con la ganadería

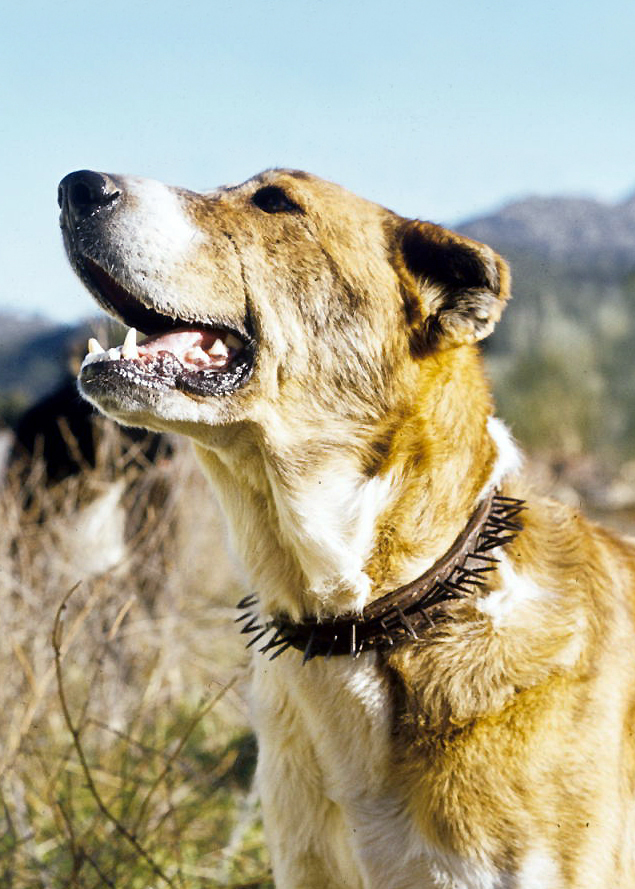
Perro pastor con carlanca, un collar con pinchos con el fin de protegerlo de ataques de lobos.

El crecimiento de las poblaciones de lobo en el norte ha traído consigo un incremento de los conflictos con los ganaderos extensivos, lo que ha generado un debate en torno al modelo de gestión de esta subespecie protegida. algunas asociaciones, tales como WWF, proponen que, en caso de ataques por lobos al ganado, los ganaderos sean indemnizados justamente y que se usen protecciones electrificadas. A medida que las poblaciones aumentan año tras año, los ataques se vuelven más intensos y frecuentes, llegándose a registrar 7500 animales muertos. La comunidad autónoma más afectada es Castilla y León, con más de 1300 ataques y alrededor de 2800 animales perdidos, seguida de Galicia. Las medidas no son fáciles de crear. Los ganaderos invierten gran cantidad de dinero en estos animales, lo que crea una gran desconfianza y que determinadas zonas rurales que están destinadas a este negocio queden abandonadas. Las indemnizaciones se quedan cortas ante las exigencias de los ganaderos, ya que es muy difícil conseguir esta compensación debido a que se establece que se debe recuperar los cuerpos y determinar que un lobo es el responsable del agravio, además de que las compensaciones económicas no son suficientes porque a veces no cubren los valores colaterales como el estrés, los abortos, la disminución de leche y la pérdida de fecundidad de las hembras, o, en algunos casos, ni siquiera se cubre el precio del animal perdido. Una de las soluciones que se aplica en Castilla y León es abatir a un 60 % de los lobos de la zona para controlar las poblaciones del cánido. Otro problema que se presenta es la mortalidad de las cabras de Guadarrama, que están amenazadas igualmente. En estos animales, también se conocen casos de ataques por estos cánidos que numerables pastores de cabras de Guadarrama han vivido. Aunque estas medidas relacionadas con la exterminación de lobos para controlar conflictos con ganaderos ya se aplicado, la Unión Europea advierte que esta clase de soluciones se deben aplicar como última opción y propone usar mastines y vallas electrificadas, ya que el lobo es una especie protegida en virtud de la directiva sobre los hábitats de la UE y su recuperación contribuye a la protección de la naturaleza en Europa y a frenar la pérdida de biodiversidad a escala mundial.